# Dorfkirche Seeberg (Altlandsberg)

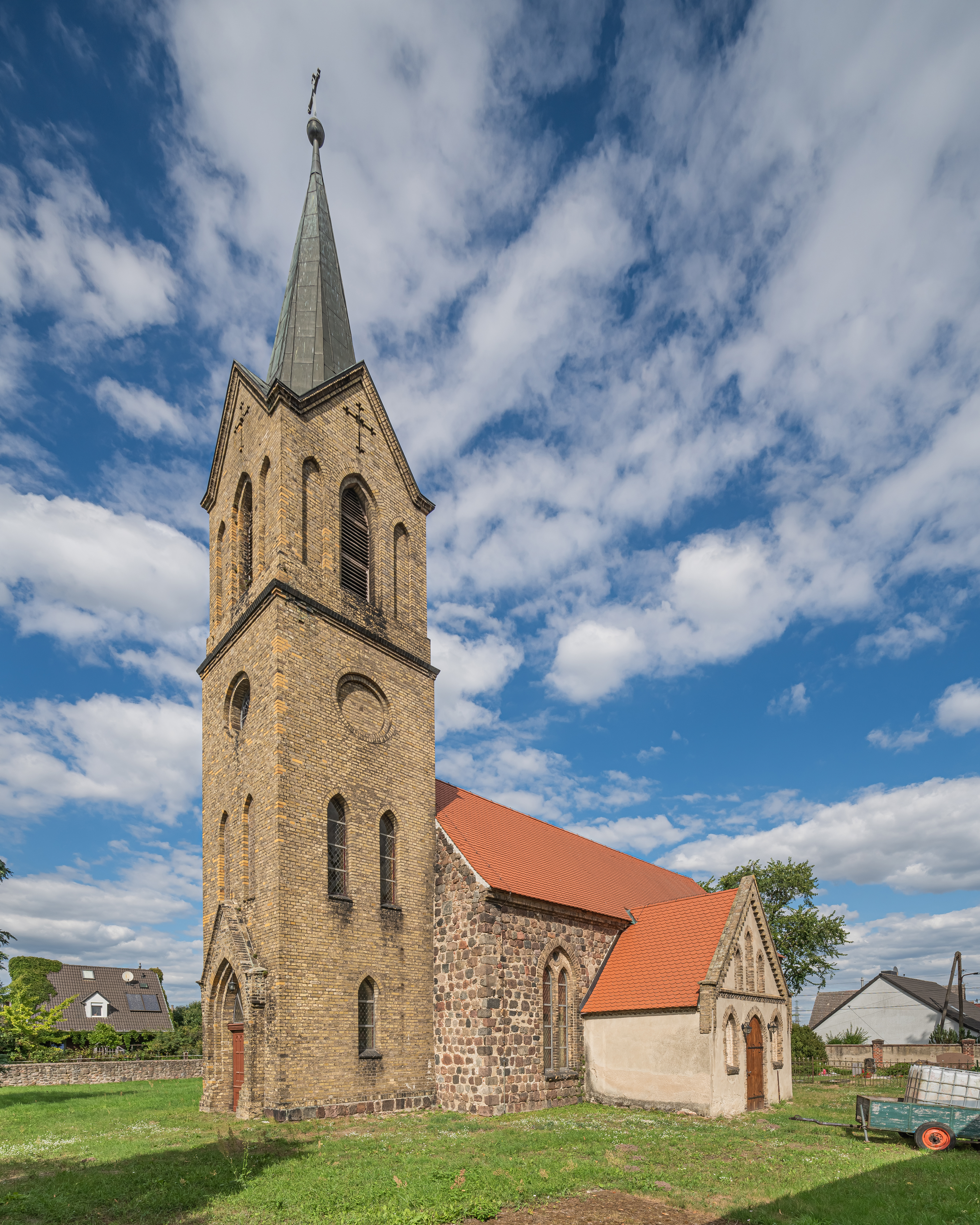
Südwestansicht

Die Dorfkirche Seeberg ist ein Kirchengebäude im Ortsteil Seeberg der Stadt Altlandsberg im Landkreis Märkisch-Oderland des deutschen Bundeslandes Brandenburg. Die Kirche gehört zum Kirchenkreis Oderland-Spree der Evangelischen Kirche Berlin-Brandenburg-schlesische Oberlausitz.

## Architektur
Das knapp 20 m lange und 8 m breite Kirchenschiff ist ein gotischer Feldsteinquaderbau aus dem 13. Jahrhundert. Er wurde 1896 im Osten um eine kleine Apsis erweitert und erhielt im Westen einen neugotischen, quadratischen, eingezogenen Turm aus gelben Ziegeln. Die Turmspitze bildet ein achteckiges Faltdach.

## Innengestaltung
Bei der Erneuerung 1896 wurde der Innenraum völlig überarbeitet. Die Glocke ist ein eigenes Denkmal und stammt aus der Zeit um 1300.